# Kleine knolvezelkop
De Kleine knolvezelkop (Inocybe assimilata) is een schimmel behorend tot de familie Inocybaceae. Hij is ectomycorrhiza vormend met loofbomen in bossen, soms ook in wegbermen op (zwak) zuur zand of leem.

## Kenmerken
Hij heeft een knol en hoekige sporen.

## Verspreiding
In Nederland komt de kleine knolvezelkop vrij algemeen voor.